# Krsto Papić
Krsto Papic est un réalisateur yougoslave et croate né le 7 décembre 1933 à Vučji Do et mort le 7 février 2013 à Zagreb.

## Filmographie
- 1967 : Iluzija
- 1968 : Kad te moja cakija ubode
- 1968 : Halo, München
- 1969 : Cvor
- 1970 : À propos des étrangers en France (TV)
- 1970 : Menottes (Lisice)
- 1971 : Mala seoska priredba
- 1971 : Nek se cuje i nas glas
- 1972 : Specijalni vlakovi
- 1974 : Ribari iz Urka
- 1974 : Predstava 'Hamleta' u Mrdusi Donjoj
- 1975 : Jedno malo putovanje
- 1976 : La Nuit de la métamorphose (Izbavitelj)
- 1980 : Tajna Nikole Tesle
- 1981 : The Redeemer
- 1981 : 50 godina 'Borova'
- 1983 : Prica o obuci 'Borovo'
- 1984 : 'Borovo' Institut
- 1988 : Život sa stricem
- 1991 : Histoire de Croatie (Priča iz Hrvatske)
- 1999 : Quand les morts commencent à chanter (Kad mrtvi zapjevaju)
- 2003 : Infekcija